# Ford F-Series (première génération)
Cet article concerne la première génération du pick-up Ford F-Series. Pour des informations générales sur le F-Series, consultez Ford F-Series.
 (août 2022).
La première génération du Ford F-Series (également connue sous le nom de pick-ups Ford Bonus-Built) est une série de pick-ups qui a été produite par Ford pour les années modèles 1948 à 1952. L'introduction du F-Series a marqué une divergence entre la conception des voitures et des camions Ford, en développant un châssis spécialement conçu pour l'utilisation des pick-ups. Outre les pick-ups, la gamme de modèles comprenait également des fourgons à panneaux, des châssis nus et à capot, et marquait l'entrée de Ford dans le segment des pick-ups moyens et lourds. 
À travers l'Amérique du Nord, Ford assemblait les pick-ups F-Series dans seize usines différentes au cours de sa production. Au Canada, Lincoln-Mercury vendait le F-Series sous la plaque signalétique Mercury M-Series pour étendre la couverture dans les zones rurales. La première génération du F-Series est la seule génération entièrement produite avec des moteurs "Flathead" (six cylindres en ligne et V8).

## Historique

### Conception et développement
Après la Seconde Guerre mondiale, l'effort de guerre de Ford pour produire des bombardiers B-24, des jeeps, des moteurs de chars et d'autres matériels militaires a pris fin. Lorsque les voitures particulières et les camions civils ont été remis en production, Ford a produit le même design de camion et de voiture que ceux de 1941. Après l'introduction de la Ford de 1947, un tout nouveau design a été planifié, qui pourrait faire appel à diverses applications, allant au-delà d'un simple objectif. 
L'objectif du développement consistait à rendre la conduite plus facile, avec une cabine confortable et plus spacieuse, avec une grande appréciation du client. Lors de son introduction, le nouveau pick-up de Ford était le seul pick-up doté d'un tout nouveau design d'après-guerre. Les pick-ups Advanced Design de GM comportaient une toute nouvelle carrosserie, mais ils étaient basés sur la plate-forme A d'avant-guerre de GM qui était à l'époque partagée avec d'autres voitures particulières de GM. Le Dodge B-Series, bien qu'entièrement repensé, a conservé une conception de passage de roue arrière semi-circulaire obsolète. Ford a abandonné le partage d'une plate-forme commune avec sa gamme de voitures et a spécialement développé et conçu un châssis de pick-up pour le F-Series. Le nouveau cadre comprenait une troisième traverse qui permettait de partager suffisamment de force supplémentaire pour la gamme de service moyen. Ford était également la seule entreprise à proposer des moteurs V8 pour les pick-ups et les camions de poids moyen jusqu'en 1954. Pour mieux absorber les routes accidentées et inégales et pour réduire les coûts d'entretien, Ford a également été le premier à introduire sur le marché des pick-ups des amortisseurs télescopiques à double effet à la place des amortisseurs à levier et ils étaient commercialisés sous le nom d'«Aircraft Type Shocks».
Ford a en outre investi un million de dollars dans la recherche et l'outillage de la nouvelle cabine surnommée la «cabine à un million de dollars». Par rapport au précédent modèle de camions de Ford, la nouvelle cabine était plus large de 7 pouces et offrait une hauteur sous plafond supplémentaire. Il comprenait également des portes plus larges qui ont été déplacées de 3 pouces vers l'avant et s'étendant sous le plancher de la cabine pour une meilleure accessibilité et une protection intérieure contre la poussière, l'humidité et les courants d'air. Le nouveau pare-brise plat et monobloc était 2 pouces plus haut que celui de la génération précédente, combiné à une lunette arrière plus grande offrant une meilleure visibilité panoramique. La nouvelle cabine comportait également un espace accru pour les pieds et des banquettes réglables à l'avant, à l'arrière et en inclinaison. Pour améliorer le confort, la cabine était isolée du châssis à l'aide de bagues à l'avant et de liaisons de torsion à levier à l'arrière afin d'isoler les vibrations et le bruit. De plus, Ford a ajouté plus de rembourrage à la banquette qui était enveloppée de ressorts pour un confort amélioré. Les ailes avant étaient également plus larges et plus hautes et comportaient une pièce unique avec un design enveloppant qui comprenait des phares intégrés. La calandre à cinq barres horizontale avait un clignotant intégré dans la barre de calandre supérieure. Les ailes arrière n'avaient plus une forme de larme, mais elles étaient plus arrondies et avaient des lignes de carrosserie latérales continues. Au niveau du nez, deux ouvertures ont été ajoutées sur le lettrage FORD audacieux, l'ouverture de gauche servant de poignée de déverrouillage du capot,,.
Le système de ventilation à trois voies consistait en deux fenêtres d'aération (côté conducteur et passager) et un évent supplémentaire était situé au niveau du capot. Ford a augmenté le rapport de direction, ce qui facilité les virages. Une construction plus résistante avec un nouveau pare-chocs avant en acier canalisé directement fixée aux longerons de cadre étendus permettait d'augmenter la rigidité et la douceur de conduite.
Les nouveaux pick-ups ont été introduits fin 1947 (mise en vente le 16 janvier 1948). Les caractéristiques standard comprenaient un cendrier, une boîte à gants et un pare-soleil côté conducteur, ce qui était inhabituel sur les pick-ups à l'époque. Les options comprenaient le lave-glace "See-Clear" (actionné par poussoir de pied), un essuie-glace et un pare-soleil côté passager et un feu arrière côté passager. Le pick-up F-1 était également disponible avec des garnitures supplémentaires en acier inoxydable et deux klaxons en option. Tous les F-Series étaient disponibles avec l'option de traction intégrale "Marmon-Herrington" jusqu'en 1959,.
La conception du pick-up F-Series a énormément changé de 1950 à 1954. De 1948 à 1950, la calandre était une série de barres horizontales et les phares étaient encastrés dans les ailes. Pour 1951 et 1952, les phares étaient reliés par une large traverse aérodynamique avec trois supports aérodynamiques similaires. La lunette arrière était plus large dans ces derniers pick-ups et le tableau de bord a été redessiné. Cette nouvelle cabine s'appelait la «Five-Star Cab».
Toyota a fait de l’ingénierie inverse de la Ford F5 pour construire son camion Toyota BX en 1951. Cependant, la BX utilisait le moteur 6 cylindres Toyota de 3 386 cm³ Type B.

## Modèles
Le F-Series de première génération était commercialisé avec huit châssis différents, leur donnant leurs noms de modèle (en fonction de leur poids nominal brut); le F-1 était la version la plus légère et le F-8 la plus lourde. Les pick-ups F-1 à F-3 étaient proposés aux clients de détail (constituant la base des camions à panneaux) et le F-3 châssis nu a servi de base à un camion de livraison de colis. Le châssis F-4, plus résistant, était produit en tant que pick-up utilitaire léger. Les F-5 et F-6 étaient produits en tant que pick-ups de poids moyen en trois configurations, un classique, une cabine sur moteur (en tant que C-Series) et un châssis d'autobus scolaire (en tant que B-Series, pas de carrosserie à l'arrière du pare-feu). Les F-7 et F-8 étaient des pick-ups commerciaux lourds, commercialisés sous la marque "Big Job" à partir de 1951.
À l'exception des châssis de bus et des véhicules de livraison de colis (qui utilisaient une carrosserie produite par des fabricants tiers), Ford partageait la même conception de cabine sur tous les pick-ups F-Series; Les pick-ups C-Series ont déplacé la cabine plus haut et vers l'avant, nécessitant un capot plus haut et des ailes différentes de celles des modèles conventionnels. De plus, les F-2 et plus utilisaient des ouvertures de passage de roue plus grandes que sur les modèles F-1.
Le modèle de première génération le plus courant était le F-1 avec une benne de 1,98 m (6 ½ pied) avec un volume de chargement de 45 pieds cubes (1,27 m3) et un empattement de 114 pouces (2895,6 mm), suivi des modèles F-2 et F-3 Express avec une benne de 8 pieds (2,44 m) avec empattement de 122 pouces (3098,8 mm) et un seul élément latéral situé de chaque côté sur le passage de roue. Toutes les bennes des pick-ups avaient un plancher entièrement en acier avec un sous-plancher en bois dur pour l'empêcher d'être cabossé. Les bandes de protection étaient maintenant estampées dans l'acier afin qu'elles ne se détachent pas, contrairement au modèle précédent. Le hayon était renforcé à l'aide d'un bord roulé avec une poutre conique. Les chaînes anti-cliquetis avaient un fonctionnement silencieux et rallongé pour permettre au hayon de s'ouvrir à plat comme le plancher de la benne, facilitant le chargement et le déchargement en faisant glisser la cargaison.
| Gamme de modèles du Ford F-Series (Bonus-Built) de 1948-1952 | Gamme de modèles du Ford F-Series (Bonus-Built) de 1948-1952 | Gamme de modèles du Ford F-Series (Bonus-Built) de 1948-1952                                                              | Gamme de modèles du Ford F-Series (Bonus-Built) de 1948-1952                             |
| Modèle                                                       | Description                                                  | Poids nominal brut du véhicule                                                                                            | Style(s) de carrosserie                                                                  |
| ------------------------------------------------------------ | ------------------------------------------------------------ | --- | ---------------------------------------------------------------------------------------- |
| F-1                                                          | ½ tonne                                                      | 4 700 livres (2 132 kg)                                                                                                   | Pick-up Camion à panneaux                                                                |
| F-2                                                          | ¾ de tonne                                                   | 5 700 livres (2 585 kg)                                                                                                   | Pick-up Camion à panneaux                                                                |
| F-3                                                          | ¾ de tonne (lourd)                                           | 6 800 livres (3 084 kg) 7 000 livres (3 175 kg) (livraison de colis) 7 800 livres (3 538 kg) (ressorts arrière en option) | Pick-up Camion à panneaux Camion de livraison de colis                                   |
| F-4                                                          | 1 tonne 1 tonne ¼ (en option)                                | 7 500 livres (3 402 kg) 10 000 livres (4 536 kg)                                                                          | Conventionnel (léger)                                                                    |
| F-5                                                          | 1 tonne ½                                                    | 10 000-14 500 livres (4 536-6 577 kg)                                                                                     | Cabine au dessus du moteur (C-Series) Châssis d'autobus (B-Series) Conventionnel (moyen) |
| F-6                                                          | 2 tonnes                                                     | 14 000-16 000 livres (6 350-7 257 kg)                                                                                     | Cabine au dessus du moteur (C-Series) Châssis d'autobus (B-Series) Conventionnel (moyen) |
| F-7                                                          | "Big Job"                                                    | 17 000-19 000 livres (7 711-8 618 kg)                                                                                     | Conventionnel (lourd)                                                                    |
| F-8                                                          | "Big Job"                                                    | 20 000-22 000 livres (9 072-9 979 kg)                                                                                     | Conventionnel (lourd)                                                                    |

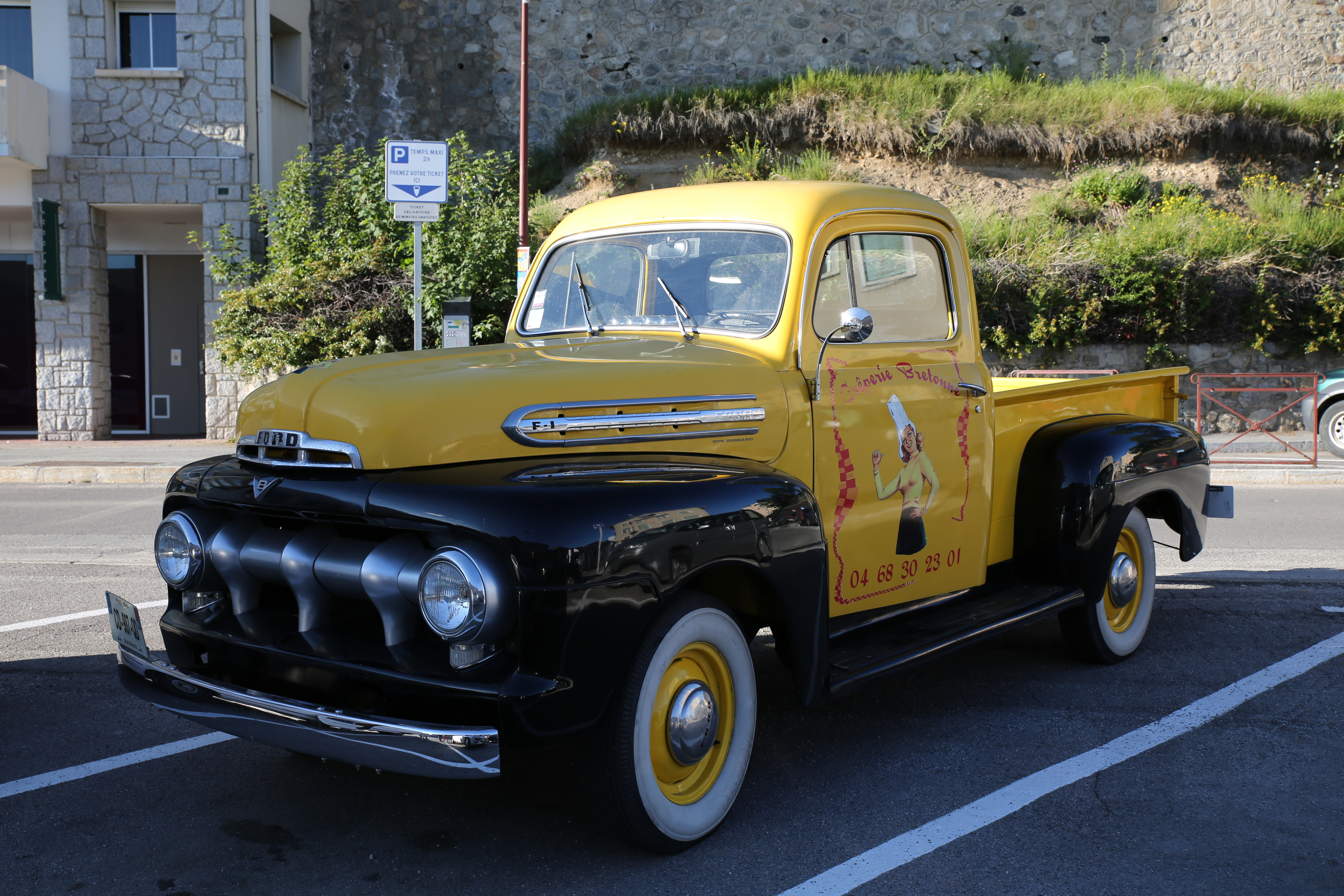
F-1 pickup
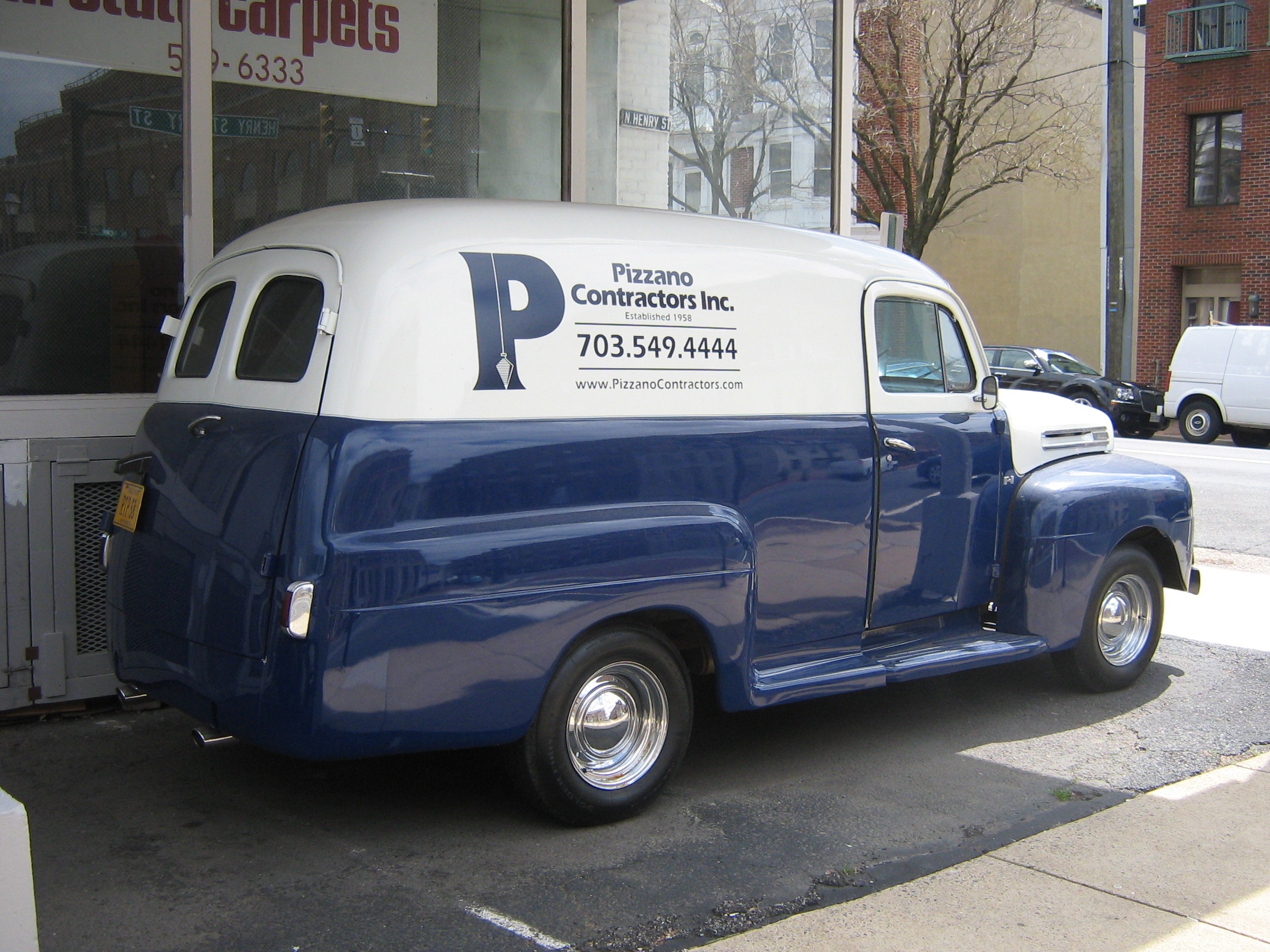
F-1 panel van
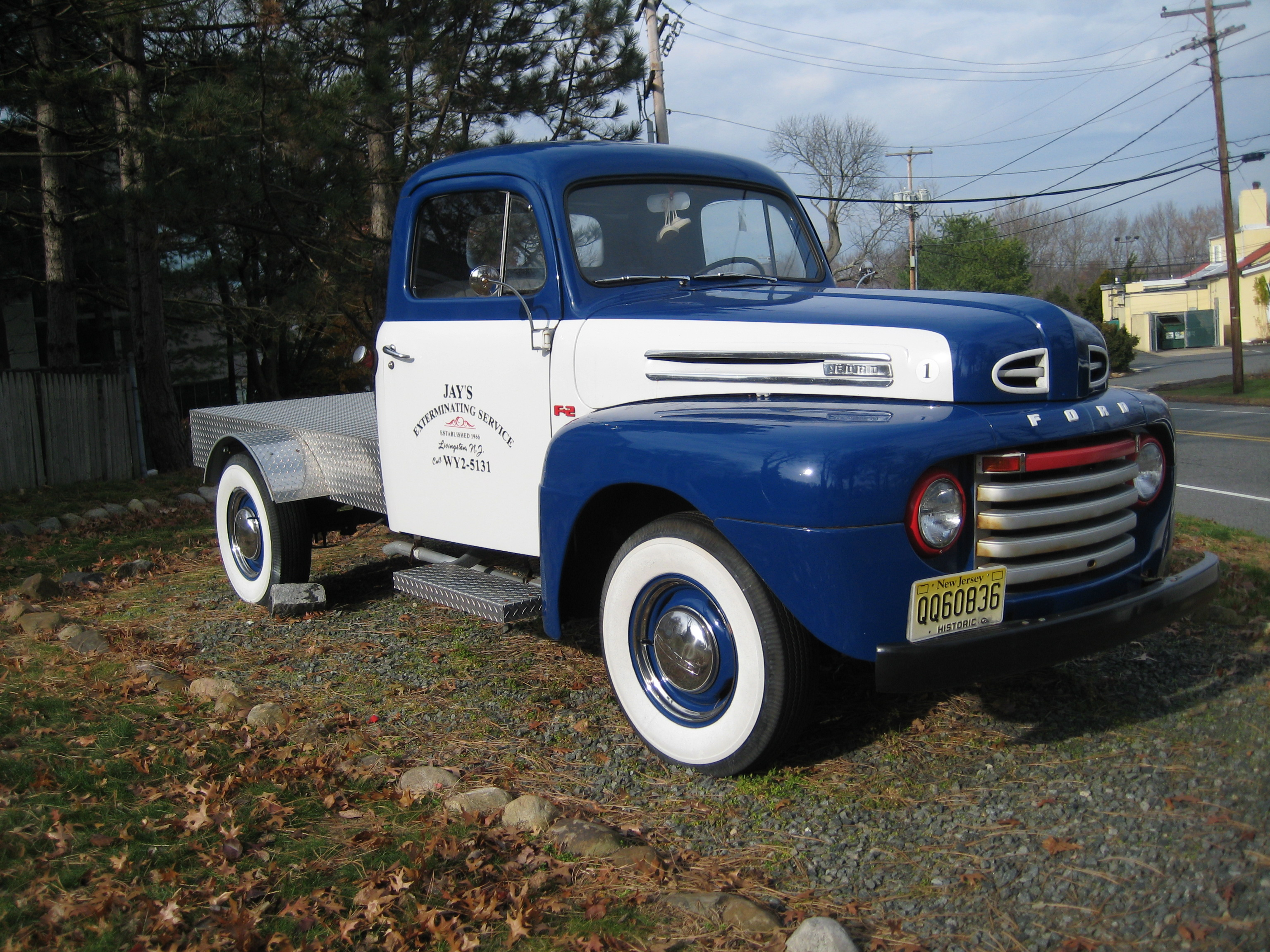
F-2 (converted to flatbed)
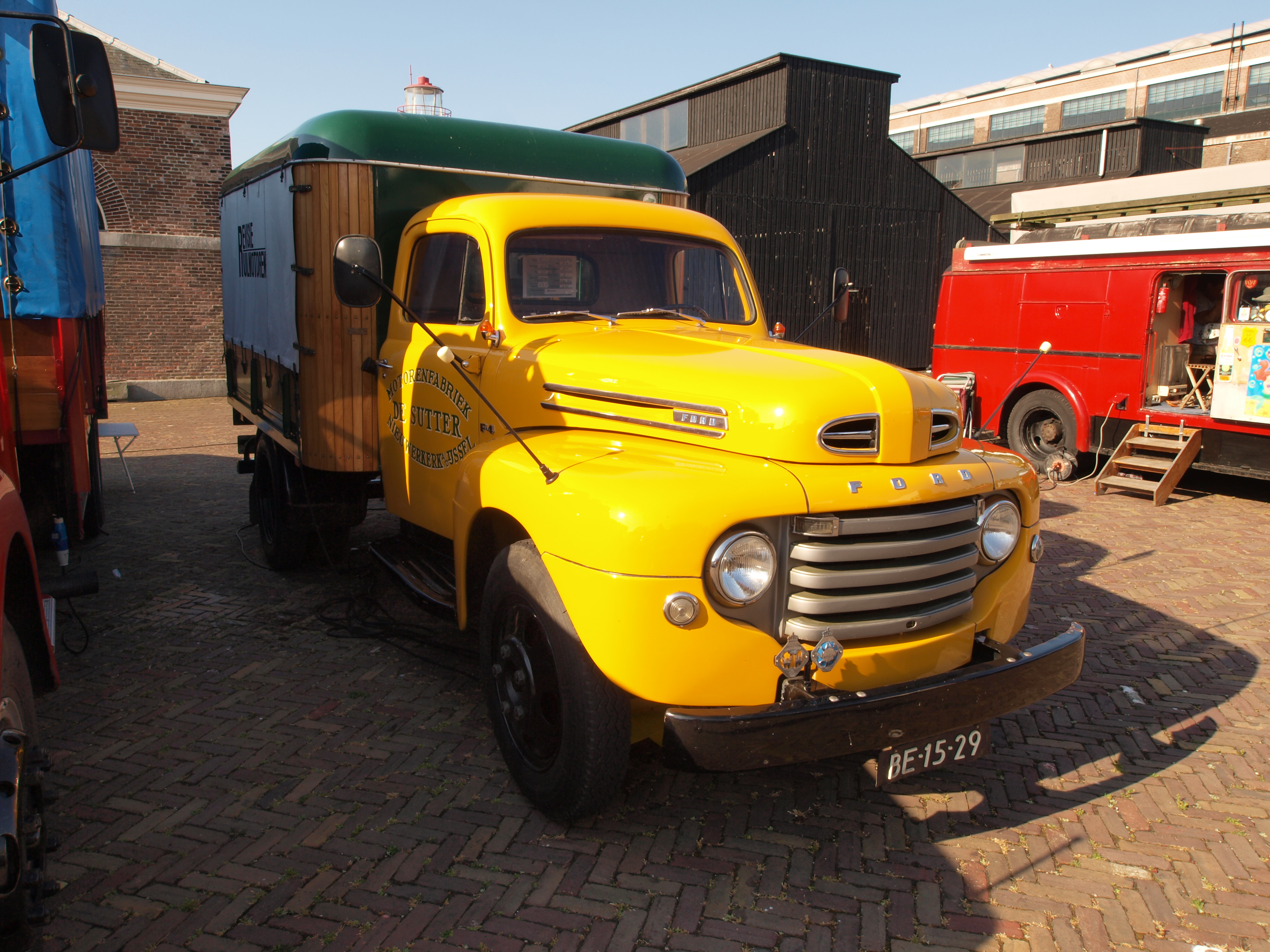
F-4 truck
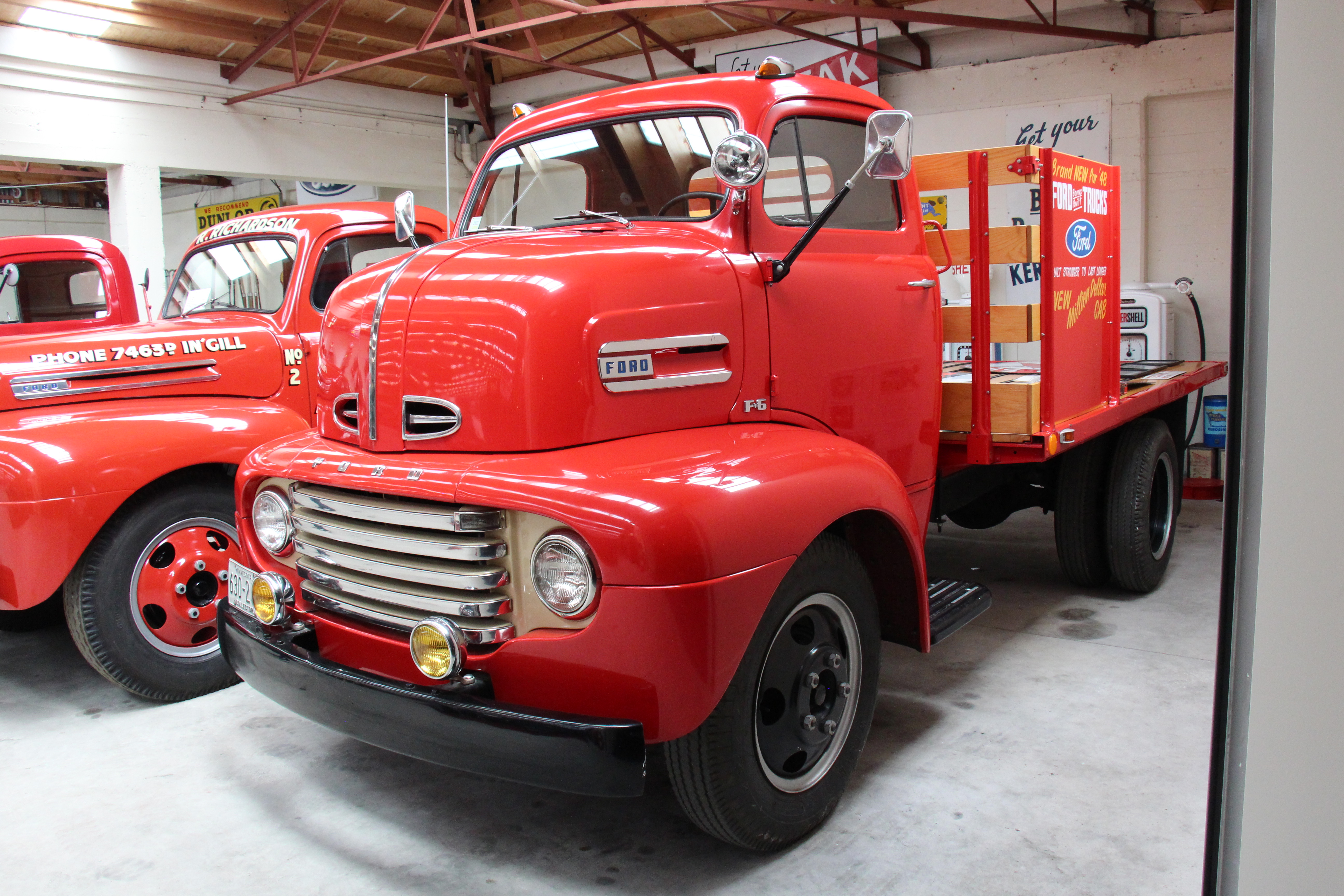
C-6 COE flatbed
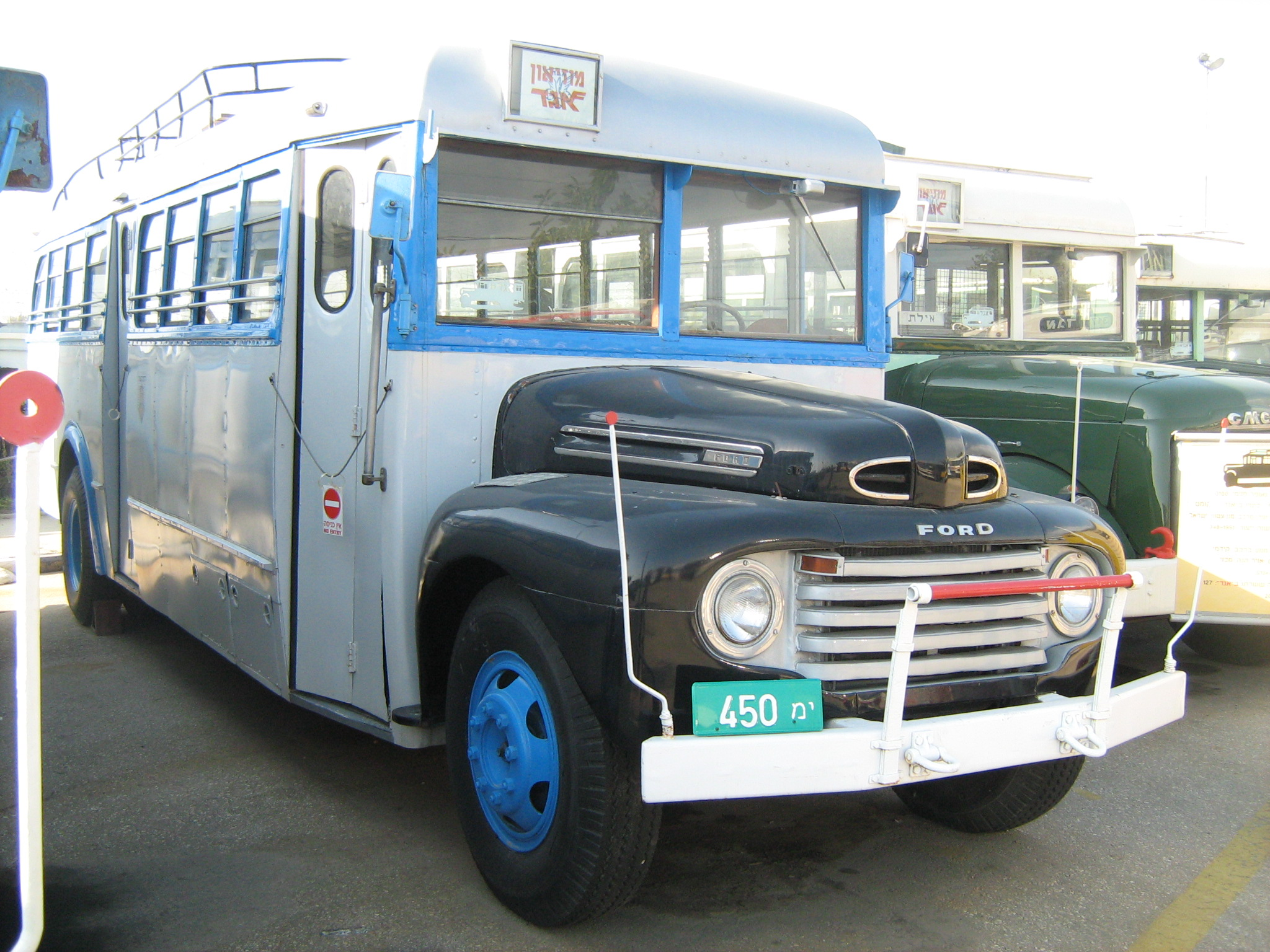
B-6 (bus chassis)
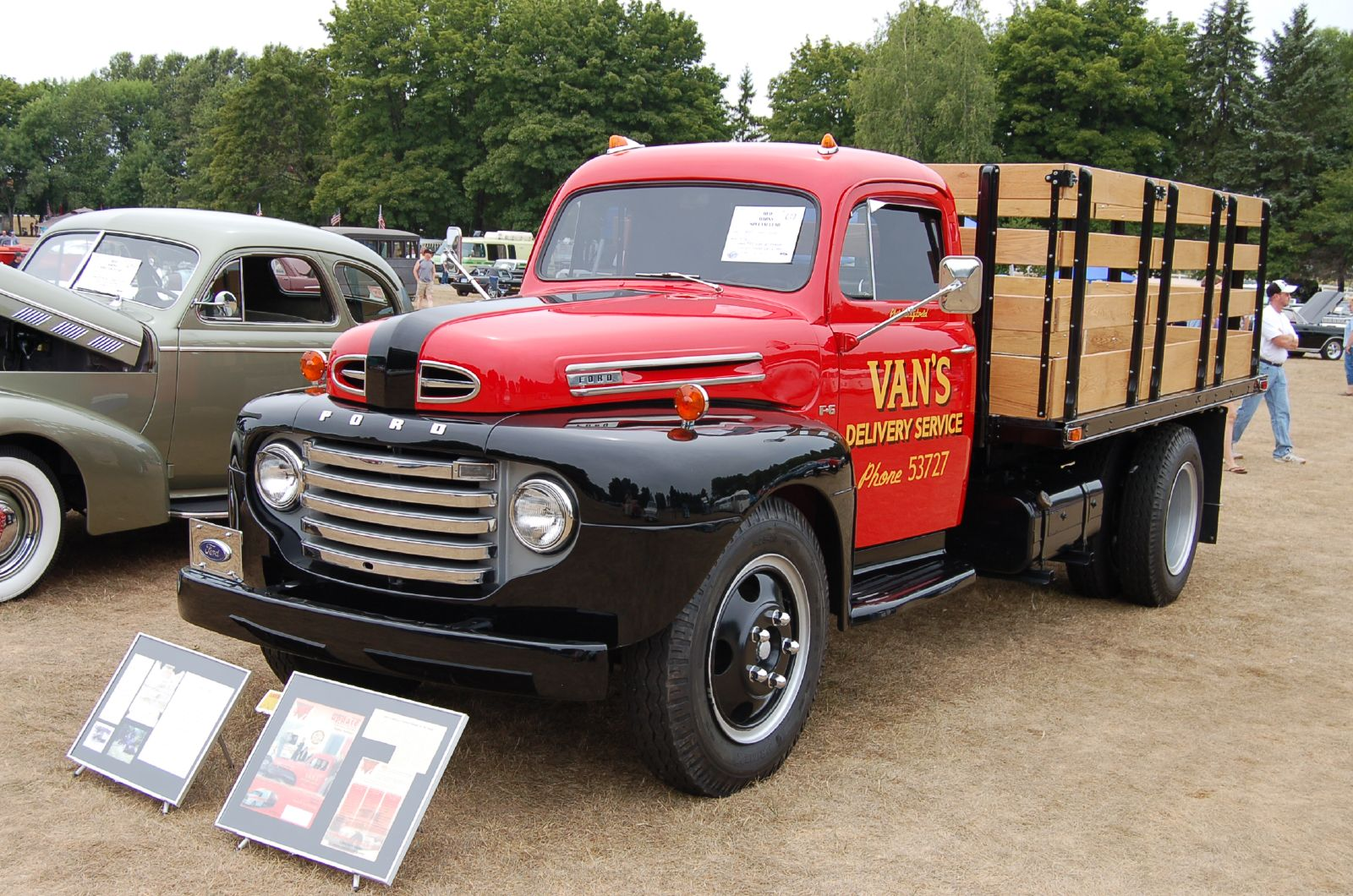
F-6 stake truck
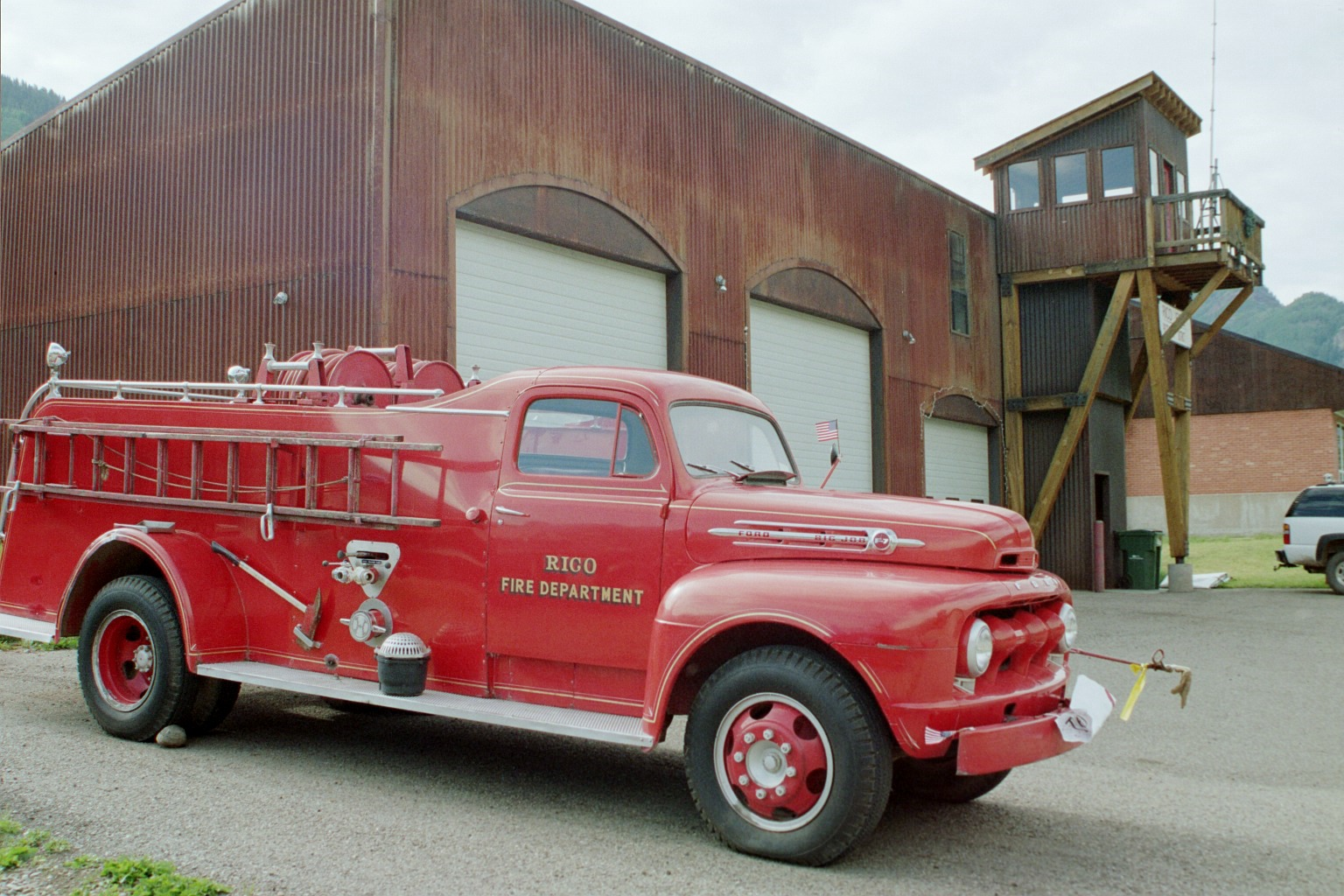
F-7 Big Job fire truck

Variation par année : 

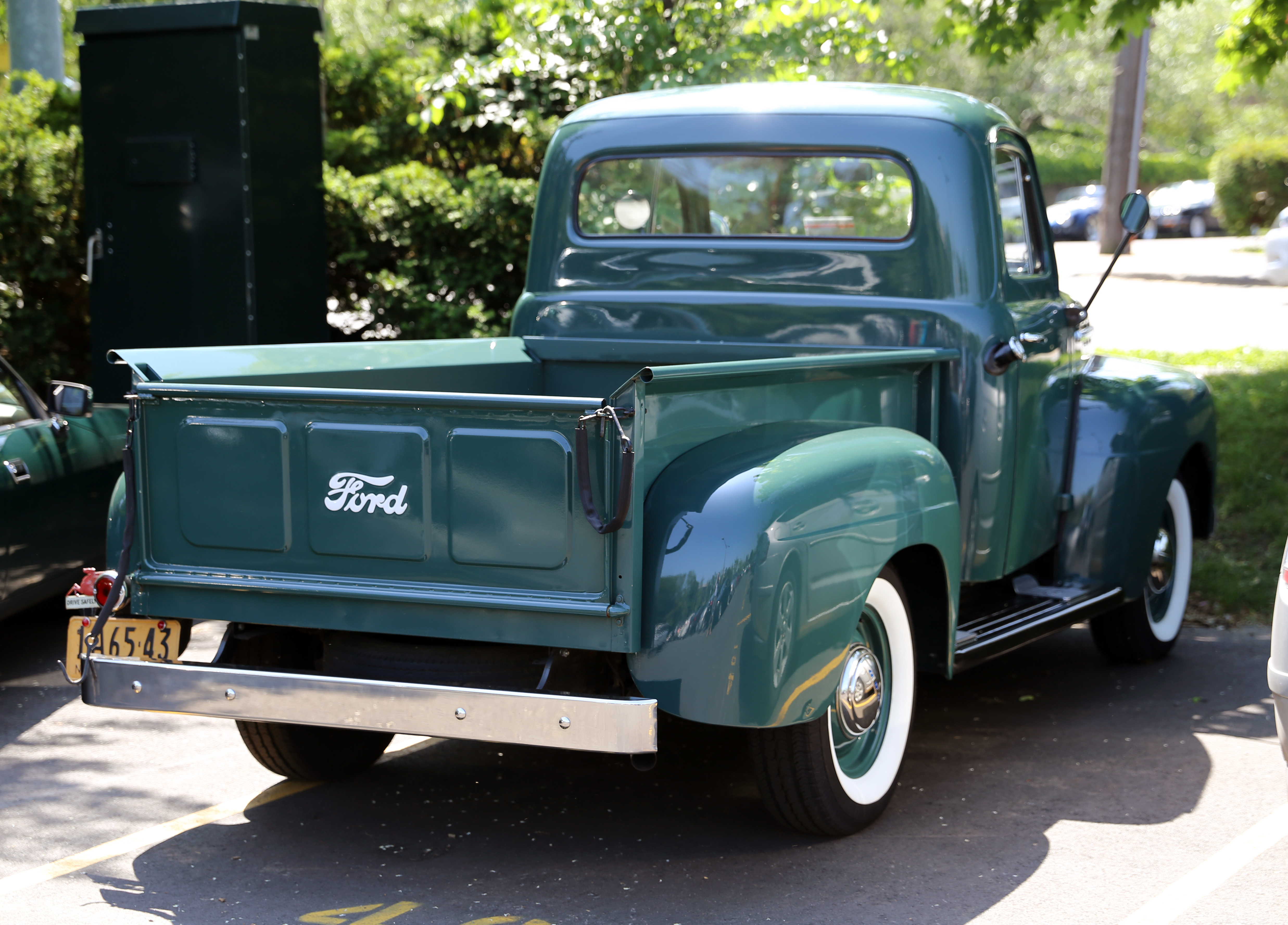
1951 Ford F-series, showing the larger rear window

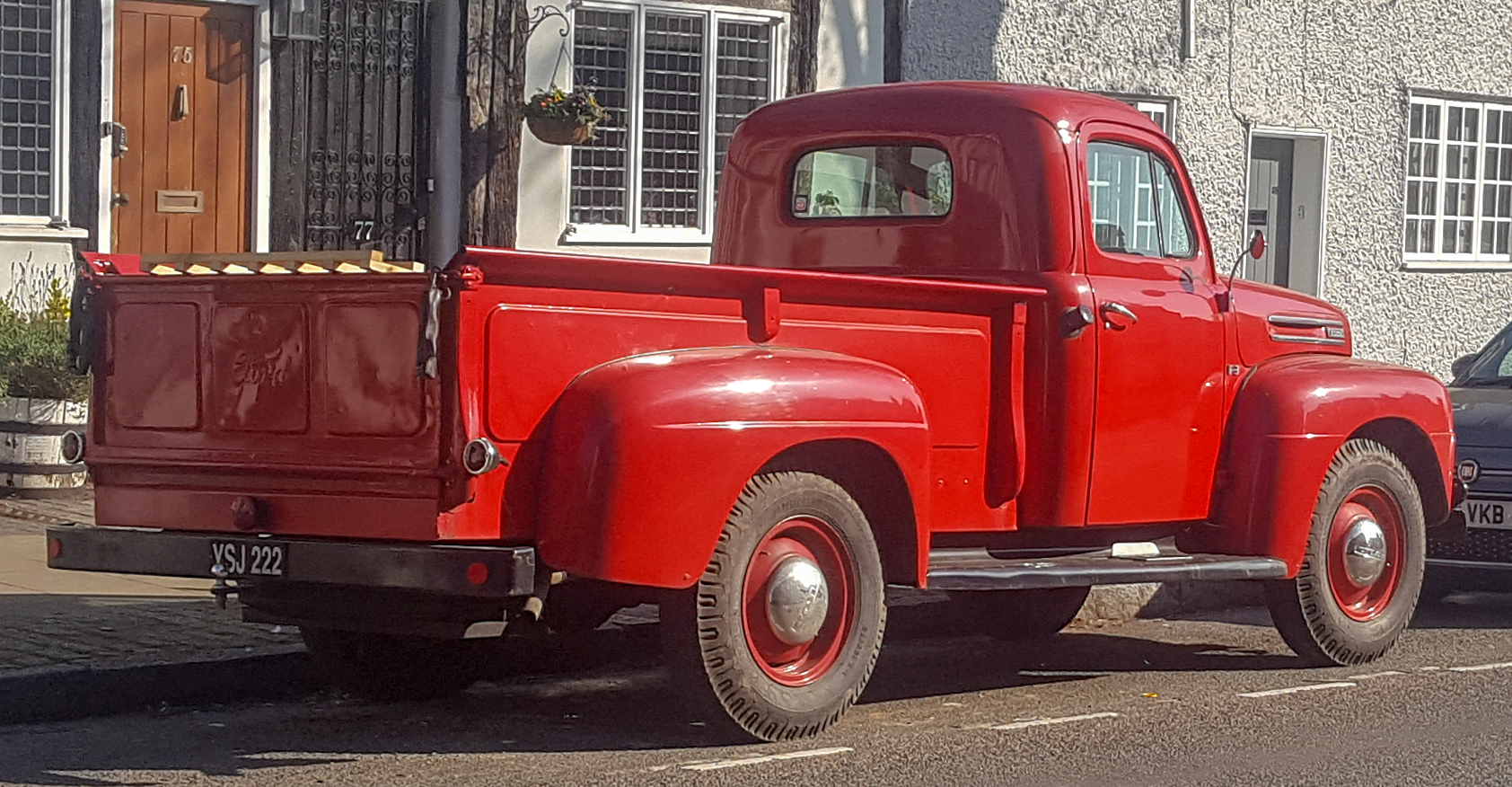
1949 Ford F-3, showing the smaller rear window

- 1948 : Dispose de cabines plus larges, plus longues et plus hautes. Les désignations de modèle pour les pick-ups avaient les badges F-1. Chauffage seulement, pas de dégivreur. Marchepieds incurvés sur le châssis et sous la cabine.
- 1949 : Le changement le plus notable sur les pick-ups de 1949 a été la suppression des rayures rouges sur les barres de calandre peintes en argent. Les roues étaient peintes pour correspondre à la couleur de la carrosserie, plutôt que les roues noires précédentes. Dégivreur ajouté en option. Marchepieds taillés au niveau du cadre pour faciliter le remplacement. Le feu arrière côté passager est devenu standard ainsi que les réflecteurs des deux côtés.
- 1950 : Le levier de vitesses de la transmission à trois vitesses a été déplacé depuis le plancher vers la colonne de direction au milieu de l'année. De plus, la benne a perdu ses retraits structurelles, devenant lisses, et les chaînes de support du hayon étaient désormais soudés au rouleau plutôt qu'à l'intérieur. Ces changements ont été conservés jusqu'en 51/52.
- 1951 : Pour 1951, la calandre a été redessinée avec une grande barre horizontale, éloignant les phares, peints en ivoire ou en argent, avec un contour de phare peint ou chromé; la garniture du capot a également été redessinée. Si spécifié, un emblème V-8 apparait sur le carénage avant au-dessus de l'ouverture de la calandre. Le pick-up a subi plusieurs révisions, la cabine recevant une lunette arrière plus grande et des panneaux de porte mis à jour; pour les pick-ups, le hayon a été repensé, avec l'introduction d'un plancher en bois dur.
- 1952 : La plaque constructeur était fixée à l'intérieur de la porte de la boîte à gants. Bien qu'antérieures au VIN, les informations identifiaient la série, l'année modèle, l'usine d'assemblage et la séquence de production ainsi que le code peinture et l'engrenage de l'essieu arrière.

## Groupe motopropulseur

### Moteurs
| Moteur                                                          | Années  | Puissance                     | Usage         |
| --------------------------------------------------------------- | ------- | ----------------------------- | ------------- |
| Six cylindres Flathead de 226 pouces cubes (3 700 cm3)          | 1948–51 | 95ch (71 kW) à 3 300 tr/min   | F-1 à F-6     |
| V8 Flathead de 239 pouces cubes (3 920 cm3)                     | 1948–52 | 100ch (75 kW) à 3 800 tr/min  | F-1 à F-6     |
| Six cylindres Flathead de 254 pouces cubes (4 160 cm3)          | 1948–51 | 110ch (82 kW) à 3 400 tr/min  | F-6 seulement |
| V8 Flathead de 337 pouces cubes (5 520 cm3)                     | 1948–51 | 145ch (108 kW) à 3 600 tr/min | F-7 et F-8    |
| Six cylindres en ligne OHV de 215 pouces cubes (3 520 cm3)      | 1952–53 | 101ch (75 kW)                 |               |
| Moteur Y-block (EAL) de Lincoln de 279 pouces cubes (4 570 cm3) | 1952–55 | 145ch (108 kW) à 3 800 tr/min | F-7 seulement |
| Moteur Y-block (EAM) de Lincoln de 317 pouces cubes (5 190 cm3) | 1952–55 | 155ch (116 kW) à 3 900 tr/min | F-8 seulement |

### Transmissions
Elles sont toutes manuelles.
- F-1 léger : 3 vitesses
- F-1 à F-5 moyen : 3 vitesses
- F-1 à F-6 : 4 vitesses (engrenage droit)
- F-4 à F-6 : Synchro-Silent à 4 vitesses
- F-7 et F-8 : 5 vitesses avec surmultiplication
- F-7 et F-8 : 5 vitesses avec entraînement direct